# Crédit agricole d'Île-de-France
 (mars 2021).
 (mars 2021).
 (juillet 2021).
Le Crédit Agricole d'Île-de-France est une banque francilienne fondée en 1901 à la suite de la fusion de 16 caisses locales de l'Oise et de Seine-et-Oise. Elle est l'une des 39 caisses régionales du groupe Crédit agricole.

## Historique
L'histoire du Crédit Agricole d’Île-de-France, officiellement caisse régionale de Crédit Agricole Mutuel de Paris et d'Île-de-France, remonte à la fin du XIXe siècle avec les toutes premières caisses locales. Au milieu du XIXe siècle, la paysannerie aspire à sortir de l’usure, à accéder au progrès technique, renouveler matériels et engrais, etc. Face à ces défis, les moyens de réponse sont limités. Les banques commerciales classiques ignorent l’agriculture, secteur jugé peu rentable et soumis aux aléas climatiques. Les premières expériences coopératives se multiplient dans le pays.
En 1894, la loi Méline sur le statut des caisses locales permet la création des premières “Sociétés de Crédit Agricole” dénommées par la suite caisses locales de Crédit Agricole Mutuel. À Taverny (Val-d'Oise), des maraichers se regroupent pour mutualiser leurs moyens et créer la première caisse locale du Crédit Agricole en Île-de-France le 15 décembre 1899. Une seconde caisse est créée la même année à Fresnoy-la-Rivière (Oise).
Dans les premières années, l'activité du Crédit Agricole est exclusivement composée de prêts à court terme, des avances sur récoltes. La loi Viger du 5 août 1920 (du nom du député Albert Viger) permet de fédérer les caisses locales en caisses régionales de Crédit Agricole.

### Fondation et premiers développements (1901–1918)
En 1901, 16 caisses locales (9 implantées dans l'Oise et 7 en Seine-et-Oise) et 36 sociétaires se réunissent au Musée Social (rue Las-Cases à Paris) pour la création de la 32e caisse régionale en France: le Crédit Agricole Mutuel de l'Île-de-France. Lors de son tout premier exercice, la nouvelle caisse régionale accorde 49 prêts réservés aux agriculteurs pour un total de 35 600 anciens francs pour le financement de semences.
En 1904 dans le sud du département de Seine-et-Oise, 10 agriculteurs et 3 caisses locales créent la caisse régionale d’Étampes devenue ensuite la caisse régionale du Crédit Agricole de Seine-et-Oise. L’année suivante voit la création des premiers bureaux auxiliaires regroupant des collaborateurs travaillant à plein temps.
En 1908, la caisse régionale d’Île-de-France accorde son 1er prêt collectif. En 1910, elle innove avec l’épargne enfantine, l’ancêtre du « livret jeune ». Puis la caisse continue son développement pour atteindre 33 caisses locales à la veille de la Grande Guerre. Les secrétaires de caisses locales sont appelés sous les drapeaux. Comme dans l’industrie, les absents sont remplacés par des femmes.
Les lois du 29 décembre 1906 et du 19 mars 1910 autorisent le Crédit agricole à pratiquer des prêts à moyen et long terme qui permettent aux agriculteurs de s'équiper et d'acheter du bétail, des chevaux, des charrues puis des terres agricoles[réf. nécessaire].
À la suite de la Grande Guerre et des dommages dans la région (première et deuxième bataille de la Marne), le Crédit Agricole d'Île-de-France finance le rétablissement d’exploitations endommagées à partir de 1918.

### L’entre-deux guerreset le financement de l’agriculture (1918–1939)
Dès la fin de la Grande Guerre, le Crédit Agricole participe à la reconstruction de la France rurale très éprouvée par la guerre. Les victimes de guerre peuvent au comptoir du Crédit Agricole obtenir des prêts attractifs pour l’acquisition ou l’aménagement de petites propriétés rurales.
Entre les deux guerres, le Crédit Agricole d’Île-de-France étoffe son activité bancaire, notamment dans les prêts à long terme pour financer l’électrification des campagnes dès 1923.
La caisse régionale d’Île-de-France remet en 1930 les carnets de chèques intégrant le tout premier logo « Crédit Agricole ». La caisse gagne son autonomie financière pour la distribution des prêts à court terme. Elle gagne aussi son émancipation de l’adresse rue de Las-Cases avec sa première acquisition immobilière au 44 rue de Bellechasse pour y installer son siège social en 1932.
En 1936 les caisses locales deviennent des intermédiaires obligatoires entre céréaliers et négociants. Elles accompagnent de plus en plus les jeunes coopératives agricoles dans leurs besoins de financement : machines agricoles, épandeurs, hangars, entrepôts, silos, etc. Fort de son expérience dans l’électrification, le Crédit Agricole finance à présent les grands chantiers de drainage ou encore les syndicats intercommunaux d’assainissement de l’eau.

### Seconde Guerre mondialeet mise en sommeil du Crédit agricole (1939–1945)
Sous le régime de Vichy, les administrateurs des caisses – élus par les sociétaires - ont interdiction d’exercer leur mandat et de participer à la gestion de leur banque régionale. Le 10 juin 1944, lors du bombardement par l’aviation américaine de la ville d’Étampes où se situait l’état-major de la Luftwaffe, le siège de la caisse régionale d’Étampes est détruit. Les livres de comptes de l’établissement et les archives sont sauvés et mis à l’abri jusqu’à Chantonnay en Vendée. En 1943, le régime de Vichy instaure un nouveau redécoupage des circonscriptions entre les caisses régionales de l'Île-de-France et de Seine-et-Oise.

### Ouverture au monde rural non agricole (1945–1959)
Après la Seconde Guerre Mondiale, le Crédit Agricole est une nouvelle fois sollicité par les pouvoirs publics pour financer l’effort de reconstruction et la mécanisation de l’agriculture, devenue un secteur économique prioritaire.
Le Crédit Agricole d’Île-de-France est mis à contribution pour accorder des prêts d’équipement aux jeunes agriculteurs ou encore des crédits d’investissement aux unions coopératives et à des organismes associés à la chaîne agroalimentaire comme la Compagnie des entrepôts et gares frigorifiques.
Le Crédit Agricole d’Île-de-France renforce ses implantations. En 1950 il compte 58 caisses locales, 110 collaborateurs, dispose de 26 bureaux auxiliaires et effectue 9 800 ouvertures de comptes. La même année, la caisse crée son Service des Titres, notamment pour la conservation des dépôts de fonds des caisses centrales de la Mutualité Agricole. La caisse régionale accompagne ainsi les unions nationales de coopératives agricoles et les groupements nationaux ayant leur siège social à Paris. Ainsi son activité profite à l’ensemble des agriculteurs du pays et son rayonnement devient national.
En 1954, la caisse régionale d’Ile-de-France devient la première caisse régionale du Crédit agricole par la taille de son bilan[réf. nécessaire].
À la fin des années 1950, les caisses locales multiplient les rapprochements. Un mouvement de réduction du nombre de caisses locales s’opère donc au Crédit Agricole d’Île-de-France. La couverture de la région et la multiplication des activités de plus en plus complexes demandent des équipes renforcées et des moyens mutualisés. L’établissement bancaire triple ses effectifs seulement entre 1951 et 1959, passant de 110 à 350 personnes.

### Les années de la croissance aux portes des grandes villes (1959–1967)
En 1959, le Crédit Agricole est autorisé à financer le logement dans les villes de moins de 2 000 habitants, considérées comme rurales. C’est le début du financement de l’immobilier pour le Crédit Agricole. En 1960, la caisse régionale d’Île-de-France réalisera une cinquantaine de prêts immobiliers, puis une centaine en 1962.
Avec l’ouverture du marché commun européen et les efforts de modernisation, l’agriculture française s’exporte. La caisse régionale d’Ile-de-France devient la banque des grandes coopératives agricoles françaises. Elle finance les besoins importants de solution de stockage de la production pour l’export (comme les immenses silos à céréales du port de Gennevilliers), la commercialisation en permettant le développement de l’agro-alimentaire en France, et l’export du fait des excédents de production et des nouvelles opportunités en Europe[réf. nécessaire]. En 1966, le Crédit agricole est autorisé à proposer des comptes sur livret et des comptes épargne-logement.
En 1963, la caisse régionale d’Île-de-France ouvre sa première agence parisienne dans le quartier des Halles destinée aux professionnels de l’agroalimentaire.

### 1968–1978
Le 7 février 1968, les deux caisses régionales limitrophes (Crédit Agricole Mutuel de l'Île-de-France et Crédit Agricole de Seine-et-Oise) se rapprochent pour donner naissance au Crédit Agricole d’Île-de-France.
Après mai 68, le Crédit Agricole d’Île-de-France élargit la palette de ses produits: plans d’épargne-logement, SICAV, assurance-vie, assurance décès, prêts bonifiés et non bonifiés, premiers prêts à la consommation et des offres parabancaires comme des voyages touristiques, de l’assistance ou encore du conseil en patrimoine.
La loi de la « ruralité » d’août 1971 étend les possibilités de financement du Crédit Agricole à l’ensemble du monde rural : de nouvelles clientèles arrivent, comme les artisans et les industries agro-alimentaires en pleine expansion. Une vague de fond se prépare : le logement avec les crédits immobiliers aux particuliers soutenus par la politique volontariste d’accession à la propriété de l’État et le lancement de vastes programmes immobiliers.
En 1970, le Crédit Agricole d’Île-de-France compte 9 000 clients-sociétaires. Son réseau continue à se développer pour atteindre au milieu des années 1970 un parc de 113 agences, 15 bureaux périodiques et 38 points d’arrêt des camions-guichets. De nouveaux points de vente sont ouverts à Paris[réf. nécessaire].

### 1980 - 1990
En 1981, la banque expérimente la banque à domicile avec le « Télétel » à Vélizy qui donnera naissance au « Minitel ». En 1986, le Crédit agricole d’Ile-de-France proposera son premier service de banque à domicile sur Minitel : c’est le « VidéoCAM », en partenariat avec la caisse régionale de la Brie. Le VidéoCAM permet aux clients particuliers, moyennant un abonnement annuel, d’accéder à toute une palette d’applications bancaires : la consultation du solde en direct, l’historique du compte, le pointage des chèques, la commande en ligne de relevés d’identité bancaire (RIB), etc[réf. nécessaire].
En 1987, le Crédit Agricole d’Île-de-France s’ouvre aux entreprises non agricoles. Elle compte 40 000 clients professionnels et entreprises, un encours de crédits de 5,8 milliards de francs et deux atouts.
Par ailleurs, en 1988, le Crédit agricole d’Ile-de-France accède à l'indépendance financière et institutionnelle avec l'émission de Certificats Coopératifs d'Investissement cotés à la Bourse de Paris. L’objectif est de renforcer les fonds propres de la banque pour financer sa croissance[réf. nécessaire]. Quelques mois plus tard, l’État sort du capital de la caisse nationale du Crédit agricole. L’organe central du Crédit agricole est mutualisé entre les caisses régionales.
En 1990, le Crédit Agricole d’Île-de-France se tourne vers les entreprises. Le décret du 20 février 1991 lui permet d’accéder au statut de banque universelle.
La caisse régionale crée en 1991 une filiale de capital-investissement : SOCADIF. Puis, elle acquiert la Banque de Gestion Privée (BGP), qui sera ensuite cédée à la caisse nationale du Crédit Agricole.

## Partenaires et filiales
- Filiales : Crédit Agricole d'Île-France Immobilier, Bercy champ de mars, SOCADIF, Bercy participation[8].

## Identité visuelle

Actuel logo du Crédit Agricole d'Île de France
Logo alternatif du Crédit Agricole d'Île de France

### Sources
- Le Crédit Agricole en France : ses origines, son essor, son avenir, Henry Sagnier, 1911
- Le Crédit Agricole, Henry José-Pierre, Que sais-je, 1986
- La banque des Quatre Saisons, Histoire du Crédit Agricole et du Crédit agricole du Sud-Est, 1992
- La caisse régionale de Crédit Agricole d’Île-de-France, Une caisse régionale à la conquête d’un territoire urbain 1945-1991, Nicolas Gueugneau, Revue française d'histoire économique, janvier 2020